# Bernardo Alvarado Monzón
Bernardo Alvarado Monzón (Ciudad de Guatemala, 8 de noviembre de 1925 – íb, 26 de septiembre de 1972) fue un político guatemalteco y secretario general del Partido Guatemalteco del Trabajo (PGT) desde 1954.

## Biografía
Nació en la Ciudad de Guatemala, siendo hijo de un abogado. Estudió en la Facultad de Derecho de la Universidad de San Carlos y participó activamente en el movimiento estudiantil.
En 1949 fue elegido miembro del Comité Central y de la Comisión Política del Comité Central del Partido Guatemalteco del Trabajo. En 1949-1954 Secretario del Comité Central del Partido Estatal de Empresarios Territoriales para cuestiones organizativas.
En 1954 fue elegido secretario general del Comité Central del PGT. Bajo su dirección, el partido adoptó e implementó el concepto de "guerra revolucionaria popular".
Fue arrestado en 1955, pero debido a las protestas públicas fue liberado en 1956 y expulsado a Honduras. Posteriormente regresó clandestinamente a Guatemala. En septiembre de 1963 fue nuevamente arrestado y torturado durante la Guerra civil de Guatemala. Como resultado de la campaña que se desarrolló en su defensa, fue liberado y expulsado de Guatemala.
El 26 de septiembre de 1972 fue capturado nuevamente por la Policía Nacional en la Zona 7 de la Ciudad de Guatemala junto con otros seis miembros del Comité Político del Comité Central del PGT, y posteriormente asesinado.